# چشمه گراب
چشمه گراب یا گوراب در حدود ۴۵ کیلومتری جنوب شرقی مشهد و در انتهای مسیر جاده قدیم سنگ بست به نیشابور و به‌طور دقیق تر به فاصله یک کیلومتری ازشمال شرقی عوارضی ملک‌آباد واقع شده است. در واقع امر چشمه گراب متشکل از چندین چشمه با فواصل تقریبی ۵۰۰ متر از یکدیگر می‌باشد، که تعدادی از آنها دارای دهانه‌های مخروطی و تعدادی متشکل از روزنه ایی کوچک می‌باشند. مظهر اصلی چشمه گوراب که بر روی تپه مخروطی شکلی به ارتفاع متوسط ۳۰ متر واقع است و به نظر می‌رسد، که سطح پیزومتری آن نیز حدود ۱۰ متر بالاتر از سطح دشت و اراضی منتهی به کالشور می‌باشد.
این چشمه دارای آب معدنی با خواص درمانی فراوان می‌باشند. آب این چشمه از دسته آب‌های کلروره سدیک آهن‌دار و هیپوترمال با باقی‌مانده خشک زیاد و اسیدیته زیاد می‌باشد. وجود املاح کلر و سولفات فراوان و نیز ترکیبات به حد اشباع در آب نشان‌دهنده ارتباط آب با منابع غنی زیرزمینی از این مواد می‌باشد. این نوع ترکیبات بیش‌تر در زمین‌های دوره تریاس در دریاها باقی مانده‌اند. این نوع آب‌ها افزاینده ادرار (مُدِر) اند، و در نتیجه به دفع مواد زاید کمک می‌کنند. ازدیاد ترشحات بزاق، معده، صفرا و پانکراس (لوزالمعده) از دیگر خاصیت‌های درمانی این آب‌ها است که بنظر می‌رسد بعلت سنگینی بیش از حد و وجود املاح اشباع شده در آن باید در نوشیدن آن آنهم در مقادیر بالا احتیاط نمود، هم‌چنین این آب‌ها در درمان بیماری‌های مفصلی وعوارض جلدی سودمندند.
مردم محل در گذشته از آب این چشمه به عنوان دارو و برای التیام زخم‌های سطحی استفاده نموده و مصرف خوراکی ندارند، به علت تجمع آب در حوضچه‌های بسته و غیر جاری که ظاهر آن را کاملاً راکد و بی تحرک می‌نماید در گذشته مردم و اهالی محل و عبور کنندگان از جاده قدیم سنگ بست - ملک‌آباد به آن گورآب متشکل از دو کلمه گور و آب به معنای آب مرده و محل تجمع آب مرده گفته و نمی‌دانستند که این آب از مبدأ به سفره‌های زیر زمین متصل و زنده و دارای مواد آلی و معدنی متعدد و قابل استفاده می‌باشد.
از نظر زمین‌شناسی طبق بررسی‌های انجام شده به نظر می‌رسد که مجموعه چشمه‌های تراورتن ساز منطقه گراب در مجاورت گسل معروف سنگ بست و در بخش جنوبی آن قرار می‌گیرد. این موضوع البته نشان دهنده این است که منطقه دنباله طبیعی رون بینالود نیز به‌شمار می‌رود.
یکی از زیباترین نقاط این منطقه قله‌ای می‌باشد شبیه به قله‌های آتش فشانی سر از زمین بیرون آورده است. ارتفاع این قله کوچک از سطح زمین همان منطقه شاید به ۷۰ متر برسد. زمانی که به بالای این قله می‌رسید. دهانه آتش فشانی را مشاهده می‌کنید که از نوک قله تا روی سطح آب ارتفاعی حدود ۸ متر دارد و باقی فضای آن را آب پر کرده است که البته عمق آب نیز ۶ متر می‌باشد. احتمال می‌رود که این حوضچه آبی به تونلی آبی راه داشته باشد. این چشمه از جمله چشمه‌های آب گرم اطراف مشهد است. بعد از آب گرم کلات بیشترین نگاه‌ها به این چشمه است. باید دقت داشت که آب این چشمه در فصولی همچون پاییز آنچنان گرم نیست اما خواص معدنی خود را همچنان دربردارد.
این منطقه به عنوان اثر طبیعی ملی ایران به ثبت رسیده و توسط اداره منابع طبیعی و محیط زیست حفاظت می‌گردد و معدود اراضی متصرفی پیرامون آن رفع تصرف شده و اجازه بهره‌برداری از سنگ‌های ارزشمند تاریخی آن به سودجویان داده نشده است.